# 론 하퍼

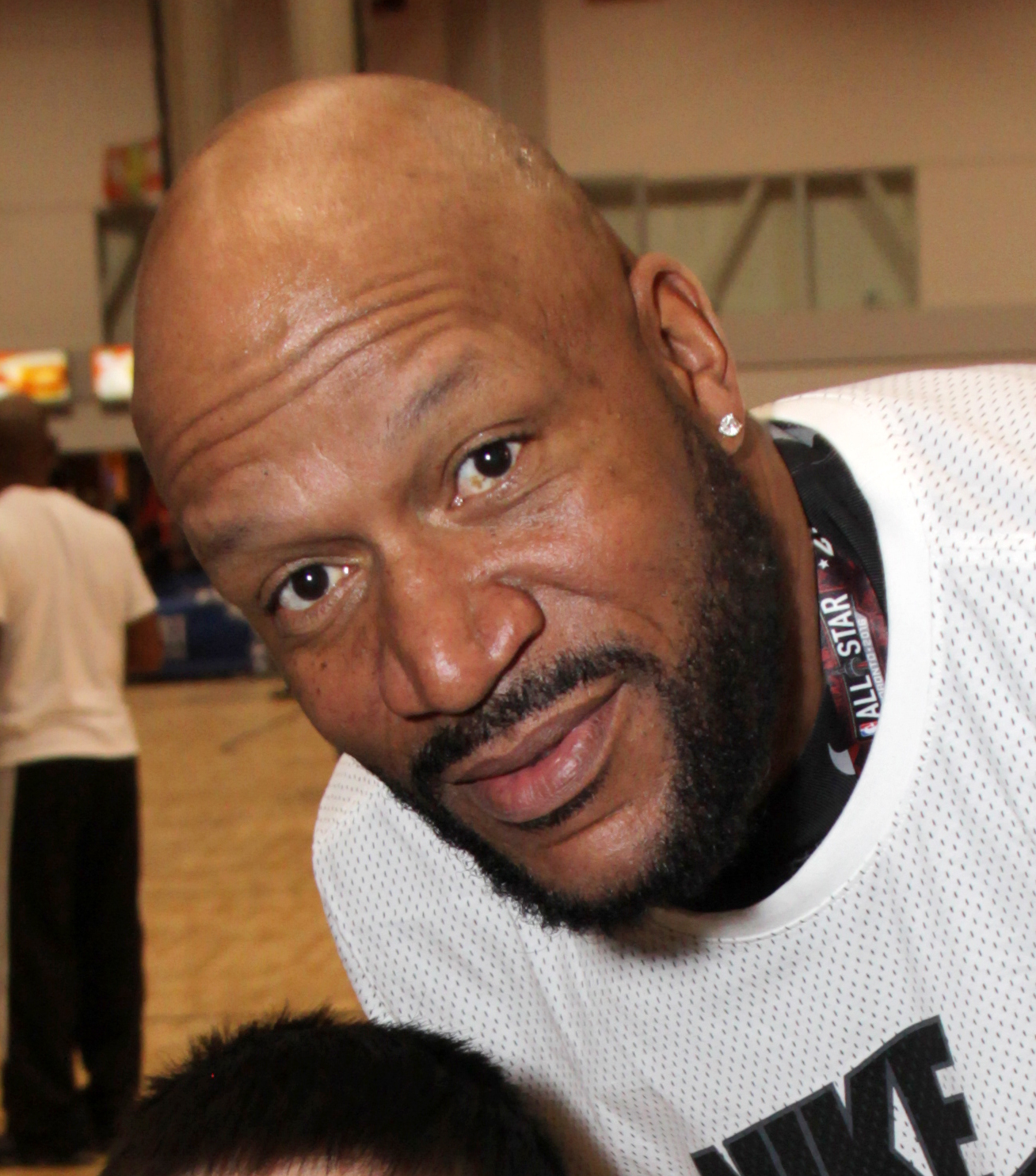

론 하퍼(Ron Harper, 본명: Ronald Harper Sr., 1964년 1월 20일 ~ )은 미국의 전직 프로 농구 선수이다. 1986년부터 2001년까지 전미 농구 협회(NBA)의 4개 팀에서 뛰었으며 NBA 챔피언을 5번이나 차지했다.

## 프로 경력
- 클리블랜드 캐벌리어스(1986~1989)
- 로스앤젤레스 클리퍼스(1989~1994)
- 시카고 불스 (1994-1999)
- 로스앤젤레스 레이커스(1999~2001)